# Kristīgi demokrātiskā savienība
Kristīgi demokrātiskā savienība (KDS; deutsch Christlich-demokratische Union) ist eine lettische Partei. Derzeit ist sie nicht in der Saeima, dem lettischen Parlament, vertreten.

## Geschichte
Die Christlich-demokratische Union wurde 1991 gegründet und beteiligte sich erstmals an den Wahlen zur 5. Saeima 1993. Sie konnte 5 % der Stimmen und sechs Parlamentssitze gewinnen. Bei den folgenden Wahlen ging die Partei Wahlbündnisse ein, 1995 mit Latvijas Zemnieku savienība 1998 mit Darba partija und Latvijas Zaļā partija, 2002 mit Latvijas Pirmā partija, 2006 mit Latvijas Sociāldemokrātiskā Strādnieku partija. Nach 2006 versank Kristīgi demokrātiskā savienība in der Bedeutungslosigkeit. Bei den Saeima-Wahlen 2010 kam sie gerade noch auf 0,36 % der Stimmen und scheiterte somit an der 5 %-Hürde.
Auch die beiden Europawahlen 2004 und 2009 verliefen erfolglos.

## Programm
Die Christlich-demokratische Union ist eine den christlichen Werten, wie sie in den Zehn Geboten festgehalten sind, verpflichtete Partei. Im Bereich der Wirtschaft setzt sie sich für die Beseitigung von Korruption, Senkung der Steuern, freies Unternehmertum, die Stärkung der Landwirtschaft und die Verbesserung der Infrastruktur ein. Die KDS vertritt das Modell einer sozialen Marktwirtschaft im Sinne Ludwig Erhards.

## Führung
Vorsitzender der Partei ist Mareks Raups, Generalsekretär ist Armands Agrums.